# 小池葵
小池 葵（こいけ あおい、1977年11月25日 - ）は、日本の女性ボディボード選手。
ハワイ・オアフ島出身。血液型B型。旭丘高等学校卒業。

## 来歴
1989年、元プロサーファーでもある実父・小池正則の指導でボディボードをはじめる。1991年、全日本サーフィン選手権で優勝する。
高校卒業後の1996年にプロテストに合格し、プロボディボーダーとなる。以来、国内外のコンテストを転戦して常に上位入賞。1998年にはハワイ・パイプラインで行われたAWBワールドチャンピオンシップで日本人初の優勝者となる。
2007年、10回目の国内チャンピオンを獲得したのを期に現役引退を表明。しかし、「パイプラインだけは別」ということで出場した、USBA Women's 2008 Popeline Pro（2008年2月20日）で2度目の優勝を飾った。
2012年9月、イベントで知り合った一般男性と結婚。現在は千葉県にて『AOI SURF COLLEGE』を立ち上げ後進の育成に努めている。
なお、TBSテレビに同姓同名の人物（営業局所属）が勤務しているが、全くの別人である。

## 主な戦績
- 全日本サーフィン選手権大会・レディースボディボードクラス優勝（1991年、1993年、1994年、1995年、1996年）
- NSAサーキット・レディースAクラス年間優勝（1993年～1995年）
- JOBサーキット・ウィメンズ年間グランドチャンピオン（1997年～2003年、2005年）
- AWBワールドチャンピオンシップ優勝（1998年）
- JPBAサーキットグランドチャンピオン（2006年、2007年）

## リリース作品

### 書籍
- 小池葵のボディボーディングマイレッスン（マリン企画・1998年6月）
- 小池葵のナチュラル・ボディボーディング（枻出版社・2003年6月）

### 映像作品
- VHS「What's Body Board? 天才少女 小池葵のおすすめ入門編 ボディボードは楽しいよ〜!」（キティ・1995年6月25日）
- VHS「小池葵 with ドン・キング“ピュア&スマイル”ボディーボーディング」（フジテレビ映像企画部/ポニーキャニオン・1999年5月19日）
- DVD「小池葵 HOW TO BODY BOARDING」Vol.1 ベーシック編/Vol.2 テクニカル編（ヒートウェイブ・2005年6月11日）